# Blace
Blace (Servisch: Блаце) is een gemeente in het Servische district Toplica.
Blace telt 13.759 inwoners (2002). De oppervlakte bedraagt 306 km², de bevolkingsdichtheid is 45 inwoners per km².